# Tent-Nunatak
Der Tent-Nunatak (von englisch tent ‚Zelt‘) ist ein auffällig pyramiden- bzw. zeltförmiger Nunatak an der Bowman-Küste des Grahamlands auf der Antarktischen Halbinsel. Er ist der östliche zweier Nunatakker zwischen dem Fleet Point und dem Choice Point und markiert die südliche Begrenzung der Einfahrt zum Whirlwind Inlet.
Entdeckt und aus der Luft fotografiert wurde er 1940 durch Wissenschaftler der United States Antarctic Service Expedition (1939–1941), die ihm auch seinen deskriptiven Namen verliehen. Der Falkland Islands Dependencies Survey nahm 1947 eine Kartierung des Gebiets vor.